# EIF2AK3

GIF esquemàtic del mecanisme d'acció de la via PERK davant de l'estrès del reticle endoplasmàtic

El factor d'iniciació de traducció eucariota alfa-2 3-cinasa (EIF2AK3, de l'anglès eukaryotic translation initiation factor 2-alpha kinase 3), també conegut com a PERK (de l'anglès protein kinase R (PKR)-like endoplasmic reticulum kinase), és un enzim proteic codificat pel gen homònim humà EIF2AK3, situat al braç curt del cromosoma 2 (2p11.2). Aquesta proteïna es troba a la membrana del reticle endoplasmàtic rugós i té un paper molt important en el mecanisme de resposta a proteïnes desplegades (UPR, de l'anglès unfolded protein response) i és una de les quatre quinasas centrals que activen la resposta integrada a l’estrès (ISR) 
L'EIF2AK3 pertany a la família de proteïnes cinases de serina/treonina (subfamília GCN2) i tot i que està present en molts teixits cel·lulars, és especialment actiu en teixits secretors. La seva activitat, que consisteix a fosforilar la subunitat alfa del factor d'iniciació de la traducció eucariota (EIF2α), és induïda per l'estrès del reticle endoplasmàtic.
El gen EIF2AK3 té 17 exons i codifica aquesta proteïna cinasa transmembrana de tipus I que està formada per 1116 aminoàcids i un pes molecular de 125.216 Da. Està formada per dues regions: una regió citoplasmàtica que conté un domini cinasa, i una regió luminal que, mentre el reticle no està estressat, està unida a una xaperona característica, la GRP78 (de l'anglès 78kDa glucose-regulated protein), també anomenada BIP (de l'anglès binding immunoglobulin protein), que manté inactivat l'enzim. El domini luminal és el que detecta pertorbacions en el plegament de les proteïnes del reticle endoplasmàtic, probablement gràcies a la seva interacció amb HSPA5/BIP.

## Interacció
La proteïna PERK, fa diverses interaccions necessàries per a dur a terme les seves funcions. Algunes d'aquestes interaccions més importants són: 
- eIF2α: la PERK fosforila eIF2α en resposta a l'estrès del reticle endoplasmàtic. Aquesta fosforilació disminueix la síntesi de proteïnes en el reticle endoplasmàtic rugós, ajudant així a alleugerir la seva càrrega de plegament de proteïnes.[10]
- BIP o GRP78: És una xaperona que es troba al reticle endoplasmàtic i ajuda a plegar i desplegar proteïnes. Durant l'estrès del reticle endoplasmàtic, la proteïna BIP es dissocia, entre d'altres molècules, de l'IRE1 i de l'EIF2AK3, per activar les vies de resposta a proteïnes desplegades en el reticle (UPR).[11] Per tant, PERK, en cèl·lules en repòs, forma dímers amb HSPA5/BIP, però en cèl·lules en estrès, oligomeritza, és a dir, una alteració en el plegament de la proteïna en el reticle endoplasmàtic causa que HSPA5/BIP es dissociïn reversiblement de PERK. Això causa que el domini N-terminal de PERK situat al lumen del reticle endoplasmàtic oligomeritzi, provocant la transautofosforilació del domini cinasa C-terminal situat al citoplasma en diversos residus (inclòs Thr-982 que es troba al bucle d'activació de la cinasa). Per tant, l'estrès del reticle endoplasmàtic promou l'activació del domini quinasa de PERK.[12]
- ERO1α: l'enzim oxidoreductasa ERO1α interacciona covalentment amb l'enzim PERK com a resposta al tractament amb tunicamicina. El complex PERK–ERO1α resultant s'associa amb l'oxidació de proteïnes en els contactes entre el reticle i els mitocondris i controla la dinàmica mitocondrial. Mitjançant sondes proteiques, es determina que aquestes funcions milloren el flux de calci entre el reticle endoplasmàtic i els mitocondris per mantenir la bioenergètica en tots dos orgànuls, alhora que limita l'estrès oxidatiu. En resum, el complex PERK–ERO1α és una maquinària molecular clau que permet una ràpida adaptació metabòlica a l'estrès del reticle endoplasmàtic.[13]
- També interacciona amb DNAJC3 i MFN2 per similitud amb TMEM33, PDIA6 i amb LACC1.[8]

## Funcions

### Resposta a l'estrès de reticle endoplasmàtic[14]

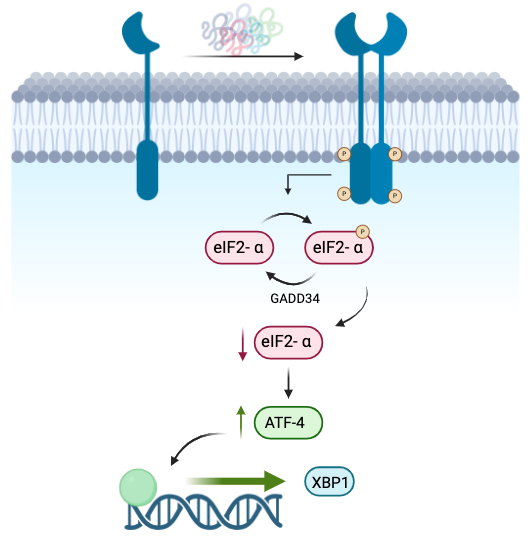
PERK en resposta a una situació d'estrès al reticle

PERK és una proteïna cinasa que té un paper fonamental davant de la resposta d'estrès del reticle endoplasmàtic (UPR); hi intervé juntament amb ATF6 i IRE1. Quan hi ha estrès del reticle s'inicia la resposta UPR que té com a objectius principals disminuir la síntesi de proteïnes, augmentar la quantitat de reticle endoplasmàtic i augmentar la capacitat de degradació de proteïnes mal plegades. D'aquesta manera ajuda el reticle en situació d'estrès evitant la sobrecàrrega.
En condicions normals, PERK es troba inactiva, unida a BIP, que és una xaperona que es troba al lumen del reticle endoplasmàtic. En donar-se una situació d'estrès en el reticle però, per l'acumulació de proteïnes desplegades o plegades incorrectament, calen més xaperones que pleguin les proteïnes situades al lumen del reticle i, per tant, les proteïnes BiP que estaven unides a PERK s'alliberen per una afinitat major a aquest tipus de proteïnes.
Com a resultat, en absència de BIP, PERK té tendència a dimeritzar i, quan ho fa, s'activa l’activitat cinasa del seu domini citosòlic que reconeix EIF2alfa. De manera que, un cop activat l'enzim, s'inicia la fosforilació de la subunitat alfa del factor d'iniciació 2 (eIF2α) per la serina del residu 51. EIF2alfa és un dels punts de control principals de la síntesi de proteïnes en cèl·lules eucariotes i, quan hi ha una disminució en el consum d’aminoàcids (acumulació de proteïnes), EIF2alfa es fosforila i forma un complex que impedeix la unió del Met-tRNA a la subunitat 40S del ribosoma, provocant així que s'inhibeixi la traducció i impedeix la síntesi de proteïnes. D'aquesta manera, s'aconsegueix disminuir la síntesi global de proteïnes i, per tant, la càrrega de proteïnes que entren en el reticle.
A més, la fosforilació de EIF2alfa dona lloc a l’augment de la traducció d’alguns gens que participen en el procés UPR, com ara ATF4, que activarà la transcripció de XBP1, entre d'altres xaperones de la UPR. Una activació sostinguda de ATF4 també acaba induint la transcripció del gen CHOP que és un factor de transcripció que activa altres gens com el de la fosfatasa GADD34 (també coneguda com a PPP1R15A). A la llarga, una activació perllongada d'aquests gens pot portar a l'activació de gens apoptòtics.
Tanmateix, les proteïnes que participen en el mecanisme de resposta a proteïnes desplegades (UPR), com són els components de la via de degradació proteica associada al reticle endoplasmàtic (ERAD, de l'anglès endoplasmic-reticulum-associated protein degradation), són capaces d'eludir aquest mecanisme. L'ARNm d'aquestes proteïnes conté uns marcs oberts de lectura característics (uORF, de l'anglès upstream open reading frames) que eviten la disminució del ritme de traducció. D'aquesta manera, la síntesi selectiva de proteïnes permet que les vies de l'UPR i l'ERAD es tornin robustes i permetin el retorn a l'homeòstasi cel·lular.

### Processament de la insulina
Diversos estudis utilitzant cèl·lules in vitro i in vivo han demostrat que nivells baixos de PERK en les cèl·lules beta pancreàtiques les fa més sensibles a l'apoptosi induïda pel reticle. Això és degut al fet que les cèl·lules beta pancreàtiques estan constantment produint proteïnes de secreció, fet que provoca que hagin de tenir més quantitat de PERK al reticle perquè són més susceptibles a partir estrès de reticle.
PERK intervé en el processament de la insulina controlant les concentracions de xaperones del reticle endoplasmàtic incloent-hi BIP i ERp72. S'ha vist que una davallada en els nivells de PERK comporta la pujada dels nivells de mRNA de xaperones del reticle com BIP i ERp72. Si aquestes xaperones es troben sobreexpressades, es produeix l’agregació de proinsulina al reticle i l'apoptosi de les cèl·lules beta pancreàtiques comportant alteracions en el metabolisme de la insulina. Per tant, una disminució dels nivells globals de PERK provoca una disminució de la insulina disponible.

### Promou la immunosupressió[18]

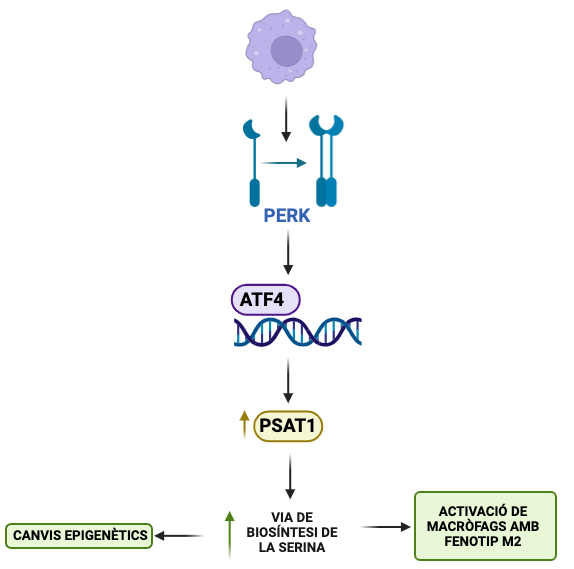
Activació dels macròfags amb fenotip M2

PERK actua en la resposta inflamatòria promovent la immunosupressió a través d'una reprogramació metabòlica dels macròfags que afavoreix el fenotip M2, és a dir, el fenotip immunosupressor. Aquest fenotip regula la producció de factors de creixement amb la finalitat de promoure la reparació dels teixits i produir citocines anti-inflamatòries per aturar la resposta inflamatòria.
La resposta UPR (mecanisme de resposta a proteïnes desplegades) està generalment associada al manteniment de la proteostasi, però troballes recents mostren que l'activació d'aquesta via està associada al desenvolupament i funció de les cèl·lules immunitàries.
La pèrdua de la senyalització de PERK impedeix la respiració mitocondrial i l'oxidació lipídica crítica en macròfags M2, per tant, la presència de PERK afavoreix aquest fenotip, significant que l'estrès de reticle augmenta l'expressió de fenotips immunosupressors en cèl·lules immunitàries. A més, no només es promou aquest fenotip immunosupressor sinó que també provoca una reactivació de l'activitat anti-tumoral.
Tot i això, PERK no és l'únic factor que contribueix a l'activació dels macròfags M2 sinó que actua conjuntament amb l'activació de la biosíntesi de serina mediada pel gen PSAT1. La modificació epigenètica que afavoreix el fenotip immunosupressor d'aquests macròfags ve mediada per una via anomenada PERK-ATF4-PSAT1.

### Biosíntesi de la serina
PERK és capaç d'induir la biosíntesi de la serina a través d'ATF4. Això és degut al fet que la serina és capaç d'aportar unitats d'un sol carboni utilitzades durant la biosíntesi de novo de nucleòtids, l'expansió de cèl·lules T i les cèl·lules tumorals. A més, la disponibilitat de serina és essencial per mantenir la funció i homeòstasi mitocondrial, ja que els lípids que deriven d'aquest aminoàcid són molt importants per mantenir el metabolisme dels mitocondris. Per tant, la seva privació comporta la desfragmentació i altera el metabolisme dels àcids grassos.
D'aquesta manera, com l'activació de PERK comporta una reactivació de l'ambient tumoral i les cèl·lules necessitaran proliferar, hi haurà un augment en aquests processos on haurà d'intervenir la serina i, per aquest motiu, es veurà augmentada la seva biosíntesi a través de PERK.

### Cicle cel·lular i progressió tumoral[20]
La inducció de les xaperones al reticle endoplasmàtic es dona per corregir el plegament incorrecte de proteïnes i restaurar el correcte funcionament del reticle. Això es coordina al seu torn amb una disminució marcada de la taxa de síntesi i detenció global de proteïnes a la fase G1 del cicle cel·lular. L'aturada del creixement induïda per l'estrès al reticle endoplasmàtic es produeix com a resultat de la disminució de la traducció de la ciclina-D1 específica del punt crític G1/S.
Aquest sistema proporciona un punt de control que impedeix que les cèl·lules continuïn amb la divisió cel·lular en condicions en que el plegament i l'assemblatge adequats de proteïnes es veuen compromesos significativament. El fracàs de l'UPR per restablir l'equilibri homeostàtic adequat provoca la mort cel·lular per apoptosi.
L'activació de PERK desencadena una resposta anàloga en què l'activació de PERK provoca la pèrdua específica de ciclina D1 mitjançant la inhibició de la síntesi de proteïnes de ciclina D1. Aquesta pèrdua de ciclina D1 desencadena l'aturada del cicle cel·lular.
Fisiopatològicament, la progressió del tumor està estretament associada a l’estrès microambiental que desencadena l'activació de la UPR. Això inclou la limitació de la glucosa i l'oxigen que es produeix com a resultat de l'angiogènesi desregulada, l'augment del metabolisme dels lípids i el plegament inadequat de proteïnes. El desenvolupament del tumor també s'associa amb un augment dels nivells d'espècies reactives d'oxigen (ROS) que contribueixen al dany de l'ADN cel·lular. A partir d'aquestes consideracions va sorgir la noció que la inhibició de la UPR i, més específicament, la inhibició de PERK, podrien provocar efectes antitumorals.

### Control de l'homeòstasi òssia[21]
S'han publicat estudis que evidencien el paper de PERK en el control de l'homeòstasi òssia a través de la regulació de la diferenciació i funció dels osteoclasts. En aquests estudis s'ha vist que la via de PERK es troba activada durant la diferenciació dels osteoclasts, el que significa que la via de PERK en UPR pot tenir un paper important en la osteoclastogènesi. A més a més, s'ha observat que la inhibició de PERK suprimeix la diferenciació d'aquests osteoclasts.
L'estrès oxidatiu pot tenir un paper clau com a activador de l'estrès del reticle endoplasmàtic durant l'osteoclastogènesi, i PERK és una molècula fonamental en aquesta transducció de senyal. En aquesta situació d'estrès oxidatiu, PERK indueix l'autofàgia per promoure la diferenciació dels osteoclasts.

### Regulació de la neurodegeneració
Hi ha estudis que demostren certa relació entre el paper de PERK a la via UPR i la neurodegeneració. El mal funcionament de la resposta a proteïnes mal plegades s'ha relacionat amb moltes malalties humanes i, més concretament, amb el mal funcionament de la via PERK. Aquesta connexió sembla ser tant preventiva com perjudicial. La via PERK pretén reduir l'estrès del reticle endoplasmàtic aturant la síntesi de proteïnes i les funcions metabòliques de les cèl·lules per donar temps a alleujar l'estrès causat per proteïnes mal plegades. Tanmateix, donats períodes perllongats d'estrès cel·lular, eIF2α roman fosforilat, impedint la traducció de l'ARNm i la síntesi de proteïnes durant períodes llargs de temps. Les cèl·lules en aquestes condicions no estan sotmeses als processos metabòlics necessaris per regular l'homeòstasi, fet que pot provocar la pèrdua de funció o la mort cel·lular. Quan les cèl·lules neuronals pateixen un estrès del reticle de forma perllongada pot acabar donant lloc a la neurodegeneració.

## Mutacions al genEIF2AK3: síndrome de Wolcott-Rallison[23]

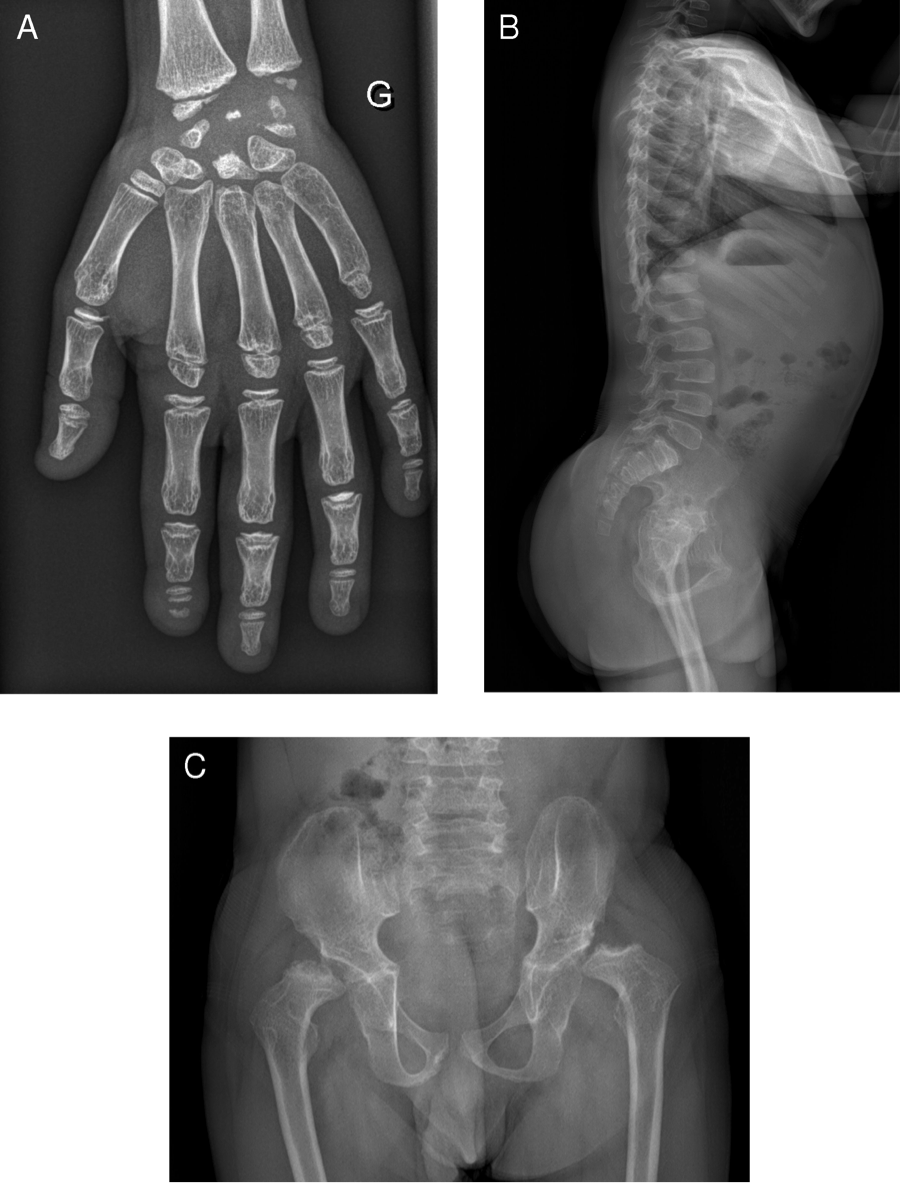
Radiografies d'un pacient amb WRS (edat: 13 anys)

Mutacions que afecten el gen que codifica la proteïna PERK (EIF2AK3) poden causar la síndrome de Wolcott-Rallison. Aquesta síndrome és una malaltia autosòmica recessiva poc freqüent caracteritzada per una diabetis neonatal o d’inici precoç no autoimmunitària i insulinodependent, associada a displàsia esquelètica (alteracions en el desenvolupament del teixit connectiu), retard en el creixement i altres manifestacions clíniques, com ara episodis recurrents d'insuficiència hepàtica aguda.
Per tant, s'ha de sospitar d’aquesta malaltia en qualsevol lactant que presenti diabetis neonatal permanent. D’aquesta manera es recomana un estret seguiment terapèutic de la diabetis i el tractament amb una bomba d’insulina a causa del risc d’episodis aguts d’hipoglucèmia i cetoacidosi.
Els primers signes d’aquesta malaltia són el retard o la dificultat per caminar, osteoporosis, mineralització deficient o anomalies òssies lleus. A més, en termes neuropsicològics, el desenvolupament, dèficit intel·lectual o retard del desenvolupament és freqüent, s'han descrit casos greus amb dèficit neuromotor, microcefàlia amb patró giral simplificat i epilèpsia. També s'han descrit casos d’hipotiroïdisme en pacients amb la síndrome de Wolcott–Rallison, de manera que es dedueix que aquesta malaltia de la tiroide és simplement un mecanisme d’estalvi d’energia en situacions d'estrès. És la causa més freqüent de diabetes mellitus neonatal permanent en famílies consanguínies.
Aquesta síndrome és causada per mutacions en el gen que codifica el factor d’iniciació de la traducció eucariòtica 2a quinasa 3 (EIF2AK3), també coneguda com la cinasa del reticle endoplasmàtic. Aquestes mutacions són alteracions genètiques sense sentit als dominis de la proteïna (nonsense) o mutacions que provoquen un canvi en el marc de lectura (frameshift) que causen la terminació prematura de la proteïna; tots els pacients que presenten manifestacions clíniques típiques de la síndrome de Wolcott–RallisonW són portadors de mutacions homozigòtiques o heterozigòtiques compostes en EIF2AK3, responsables de la patologia.
Pacients que comparteixen la mateixa mutació al gen EIF2AK3, moltes vegades tenen manifestacions pancreàtiques extra-endocrines, dèficit intel·lectual, deficiència de pàncrees exocrí, hipotiroïdisme, neutropènia i infeccions recurrents diferents entre ells. Per tant, la naturalesa de la mutació no és suficient per explicar la major part de la variabilitat clínica de la síndrome de Wolcott–Rallison sinó que aquesta dependrà de cada pacient i de les seves condicions físiques i metabòliques.
Es va fer un estudi en models de ratolins, els quals són molt útils per disseccionar la fisiopatologia de la síndrome de Wolcott–Rallison, ja que mostren un fenotip similar al de la síndrome de Wolcott–Rallison en humans. Aquests estudis van demostrar que la diabetis és causada per la pèrdua d’expressió de PERK en les cèl·lules beta pancreàtiques, mentre que la disfunció del pàncrees exocrí és causada per la manca d’expressió de PERK a les cèl·lules acinars i la displàsia esquelètica per la pèrdua d’expressió de PERK als osteoblasts. Per tant, presentar diabetis neonatal, tot i ser un símptoma de SWR, no és indicatiu de tenir la malaltia sinó que està associat a la deficiència de PERK i aquesta pot ser causada per altres motius, no només genètics, i això és una qüestió important a tenir en compte a l’hora de fer un possible diagnòstic de la malaltia. Per altra banda, aquest fet indica que PERK és necessari pel desenvolupament fetal i neonatal de les cèl·lules beta-pancreàtiques.
A nivell molecular, els símptomes presents al fetge es resumeixen en tres nivells diferents: enzimàtic, hepatomegàlia i insuficiència hepàtica. No obstant això, els tres nivells estan molt relacionats entre ells.
A nivell enzimàtic, aquesta mutació provoca un augment dels nivells d'enzims hepàtics i un decreixement de la utilització i capacitat dels carbohidrats emmagatzemats (concretament del glicogen, ja que és el carbohidrat que predomina en el fetge). Això pot causar problemes de salut greus pel fet que el glicogen s'utilitza com a reserva energètica i és una de les principals fonts d'energia de les cèl·lules. Tanmateix, hi ha un augment en el catabolisme de proteïnes i lípids.
Pel que fa a les afectacions histològiques dels òrgans afectats per aquesta patologia podem veure que les anomalies són molt similars en els diferents teixits. Al fetge es pot veure una fibrosi progressiva juntament amb esteatosi lleu i colèstasi mentre que a la resta de teixits es poden apreciar diferents lesions necròtiques.
Per tant, la varietat de conseqüències cel·lulars que comporta una deficiència de PERK en diferents òrgans i tipus cel·lulars posa de manifest la varietat de mecanismes i vies metabòliques que poden estar afectades directament o indirecta.

## Inhibidors de PERK
L'enzim PERK és un component essencial de la UPR. Com ja s'ha comentat anteriorment, ajuda a l'homeòstasi de la cèl·lula davant l'estrès del reticle endoplasmàtic per acumulació de proteïnes mal plegades. No obstant això, la sobreactivació prolongada d'aquesta via s'ha associat amb malalties neurodegeneratives i alguns tipus de càncer. És per això que la cerca d'inhibidors d'aquesta cinasa ha estat objecte d'estudi en els últims anys.

Per aquesta raó s'han estudiat diversos inhibidors de PERK; els quals inhibeixen l’expressió d'aquesta proteïna quinasa. Alguns dels inhibidors descoberts fins ara són:

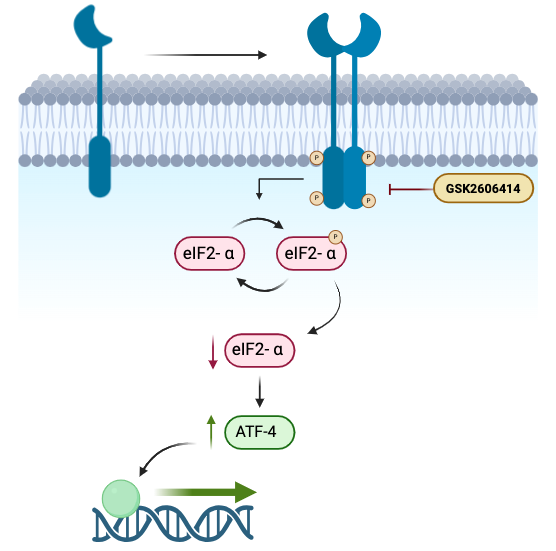
Diana de GSK2606414

- GSK2606414: és el primer inhibidor selectiu descobert de l’enzim PERK. És una molècula dirigida a la zona d’unió d’ATP de la proteïna cinasa en la seva fórmula inactiva DFG evitant la seva fosforilació. Te bona biodisponibilitat oral i travessa la barrera hematoencefàlica. En un estudi realitzat amb ratolins va resultar que el tractament realitzat amb GSK2606414 era neuroprotector en aquests ratolins contra el dany causat per prions, i va impedir el desenvolupament de dèficits cognitius i altres manifestacions clíniques de la malaltia priònica.

Nom per la IUPAC: 1-[5-(4-amino-7-metilpirrolo[2,3-d]pirimidin-5-il)-2,3-dihidroindol-1-il]-2-[3-(trifluorometil)fenil]etanona.
Fórmula molecular (C24H20F₃N5O)
IC50 < 1nM
- ISRIB (integrated stress response inhibitor): és un fàrmac experimental que reverteix els efectes de la fosforilació de eIF2α i, conseqüentment, inhibeix la formació de grànuls d'estrès. És un fàrmac que travessa la barrera hematoencefàlica fàcilment. A més, proves dutes a terme al 2017 indiquen que el fàrmac experimental millora la capacitat dels ratolins amb lesions cerebrals per aprendre i formar records en proves de memòria. Per tant, aquesta molècula evita la fosforilació de la subunitat α del factor d'iniciació eIF2, procés el qual donaria lloc a P-eIF2α mitigant la síntesi de proteïnes. ISRIB actua unint subcomplexos de l'enzim eIF2B fins a la seva forma activa (no fosforilada).[26]

Nom per la IUPAC: 2-(4-clorofenoxi)-N-[4-[[2-(4-clorofenoxi)acetil]amino]ciclohexil]acetamida.
Fórmula molecular: C22H24Cl₂N₂O4
IC50: 5nM
- GSK2656157: Aquest inhibidor és una versió optimitzada de GSK2606414 i cal destacar que ha estat seleccionat recentment pel seu desenvolupament preclínic.[28]

Nom per la IUPAC:1-[5-(4-amino-7-metilpirrolo[2,3-d]pirimidin-5-il)-4-fluor-2,3-dihidroindol-1-il]-2-(6-metilpiridin-2-il)etanona.
Fórmula molecular: C23H21FN6O
IC50: 0.9 nM